# 清平街道
清平街道，是中华人民共和国河南省開封市顺河回族区下辖的一个乡镇级行政单位。

## 行政区划
清平街道下辖以下地区：
学院门社区、汴南社区、文殊寺社区和东大寺社区。